# الأخوات الثلاث الغريبات
الأخوات الثلاث الغريبات هو فيلم ميلودراما بريطاني عام 1948 من إخراج دانيال بيرت وبطولة نانسي برايس وماري كلير وماري ميرال ونوفا بيلبيم وريموند لوفيل. الفيلم له تأثيرات قوطية. تم تعديل السيناريو بواسطة ديلان توماس ولويز بيرت من رواية قضية الأخوات الغريبات للكاتبة شارلوت أرمسترونغ (بعنوان The Case of the Three Weird Sisters في الاعتمادات الافتتاحية). كان الفيلم أول فيلم روائي طويل لبيرت. كما أنه يمثل آخر ظهور على الشاشة لـ نوفا بيلبيم، التي تقاعدت من التمثيل بعد اكتمال الفيلم.

## القصة
تعيش الأخوات المسنات مورجان فوغان جيرترود (برايس) ومود (كلير) وإيزوبيل (ميريل) في قصر متحلل ومضطرب في قرية تعدين ويلزية. جيرترود عمياء ومود صماء تقريبًا وإيزوبيل أصيبت بالشلل بسبب التهاب المفاصل. يكاد منجم الفحم الذي جنت الأسرة ثروته منه أن ينفد، وأنفاقه وأعمده غير مستقرة بشكل خطير. وعندما ينهار قسم من الأعمال تحت الأرض، ويدمر صفًا من الأكواخ المحلية ويزعزع أسس القصر، تشعر الأخوات بأنهن ملزمات بالشرف لتمويل الإصلاحات، لكن ليس لديهن الوسائل للقيام بذلك.
يأتي الأخ غير الشقيق الأصغر للأخوات أوين (لوفيل)، الذي غادر القرية عندما كان شابًا لمتابعة تعليمه وأصبح فيما بعد رجل أعمال ثريًا في لندن، على افتراض أنه سيوفر الموارد المالية اللازمة. أوين وسكرتيرته كلير (بيلبيم) يصلان من لندن في حفل استقبال بارد. يلقي توماس ذو العقلية البسيطة بحجر يصطدم بأوين في رأسه أثناء قيادتهما للسيارات، ويعبر مابلي هيوز علانية عن ازدرائه لأوين. تشعر الأخوات بالقلق من اكتشاف أنه لا يشعر بأي إحساس بالمسؤولية تجاههم أو تجاه المجتمع وليس لديه نية في المساهمة بأي أموال.
يوصي الدكتور ديفيد ديفيز (أنتوني هولم) أوين بتجنب القيادة ليوم واحد، لذلك يمضي هو وكلير الليلة في القصر. تبدأ الأحداث الغريبة بالحدوث وتقنع كلير في النهاية بأن الأخوات يخططن لقتل أوين من أجل وضع أيديهم على أمواله. تحاول تنبيه سكان القرية الآخرين إلى شكوكها، لكن في البداية لا تؤخذ على محمل الجد. ومع ذلك، فإن الطبيب يقترب تدريجياً من وجهة نظر كلير ويستنتج أن هناك حبكة مؤامرة من قبل السيدة مود.

## طاقم التمثيل
- نانسي برايس بدور جيرترود مورجان فوغا
- ماري كلير في دور مود مورغان فوغان
- ماري ميرال في دور إيزوبيل مورغان فوغان
- نوفا بيلبيم في دور كلير برنتيس
- أنتوني هولم في دور دكتور ديفيد ديفيز
- ريمون لوفيل في دور أوين مورغان فوغان
- إلوين بروك جونز في دور توماس
- إدوارد ريجبي في دور والدو
- هيو جريفيث في دور مابلي هيوز
- ماري أولت في دور بيتي
- دايفيد ديفيز في دور رقيب شرطة
- هيو برايس وزيرا
- فرانك كروشو مديرًا للبنك
- فرانك دنلوب في دور بن
- لويد بيرسون كمحام
- دورين ريتشاردز في دور السيدة بروبرت
- بارتليت مولينز موزع